# Crumenaria choretroides
Crumenaria choretroides är en brakvedsväxtart som beskrevs av Carl Friedrich Philipp von Martius och Reiss.. Crumenaria choretroides ingår i släktet Crumenaria och familjen brakvedsväxter. Inga underarter finns listade i Catalogue of Life.